# Liriomyza schmidtiana
Liriomyza schmidtiana este o specie de muște din genul Liriomyza, familia Agromyzidae, descrisă de Spencer în anul 1973.
Este endemică în Costa Rica. Conform Catalogue of Life specia Liriomyza schmidtiana nu are subspecii cunoscute.